# Чудинов, Юрий Витальевич
Юрий Витальевич Чудинов (6 марта 1928, Москва — 4 июля 2000, Москва) — советский и российский Учёный-геолог, тектонист и геофизик.
Внёс существенный вклад в развитие и обоснование гипотезы расширения Земли, автор особого её варианта — эдукционной концепции; много сделал для развития отечественного геологического картографирования, поисков месторождений полезных ископаемых на территории бывшего СССР и РФ, а также — для разработки методик предсказания землетрясений в наиболее сейсмически опасных районах Земного Шара.

## Биография
Родился 6 марта 1928 года в Москве, в семье врача Виталия Васильевича Чудинова, мать — София Владимировна Попова, экономист. Младшая сестра — Елена Витальевна Чудинова (в замужестве — Качур), металловед.
Неполную среднюю школу окончил в эвакуации в Алма-Ате. В 1945 году после учёбы в экстернате в Москве и на подготовительном отделении Московского Горного Института сдал экзамены на аттестат зрелости. В том же году поступил в Горный институт на геолого-разведочную специальность, которая в 1948 году была передана МГРИ. В 1951 году окончил этот институт по специальности «Поиски и съемка».
В геологических работах впервые принял участие летом 1944 г., поступив коллектором в Московское геологическое управление. Работы велись в недавно освобожденных районах СССР. Производственные практики во время учёбы в институте проходил, работая в 1948 г. коллектором в Забайкалье и в 1950 г. геологом в Алайском хребте. После окончания института работал по распределению в 1951—1953 годах на геологической съемке в Монголии.
В 1953 году вернулся в Москву и до 1966 года работал последовательно в Аэрогеологическом Тресте и в 1-м Геолого-Разведочном Тресте Министерства Геологии СССР. Затем перешел в Центральный научно-исследовательский геологоразведочный институт цветных и благородных металлов (ЦНИГРИ), где проработал до 1993 года.
С 1993 года работал в Институте Геоэкологии РАН.
До 1994 года вел интенсивные полевые исследования на территории Советского Союза и Российской Федерации — в Туве, на Алтае, на Полярном и Приполярном Урале, в Якутии, Средней Азии, Казахстане, на Чукотке, в Корякском нагорье, на северо-востоке Сибири, в Охотском и Аяно-Майском районах и др.
Кандидатскую диссертацию на тему «История развития тектонических структур в Северо-Восточной Туве» защитил в 1968 году в ГИН АН СССР.
Тема докторской диссертации, защищенной в 1991 году в форме научного доклада — «Тектоническое развитие активных окраинных областей как следствие эдукционного процесса» (в Ленинградском Гос. Университете).
Скончался в московской больнице РАН 4 июля 2000 года от скоропалительно развившегося неоперабельного рака поджелудочной железы. Похоронен на Даниловском кладбище.

## Семья
Первая жена — Валерия Евгеньевна Речинская, геолог, многолетний соратник по работе.
Вторая жена — Полина Федоровна Малютина, секретарь-машинистка. Обе жены взяли его фамилию.
Дети: дочь Артемова Ольга Юрьевна (род. 1951), социальный антрополог/этнограф; сын — Алексей Юрьевич Чудинов (род. 1982), историк.

## Вклад в науку
Многие годы занимался обобщением материалов по геологической истории и металлогении различных районов бывшего СССР. Изучая тектонику северо-востока бывшего СССР и РФ, тесно связанную с тектоническом развитием окраин Тихого океана, а также анализируя результаты глубоководного бурения в Тихом и других океанах, пришел к выводу о необоснованности доминировавшей в его время и широко признаваемой вплоть до сих пор теории «глобальной тектоники плит», в частности — концепции субдукции. В противовес «тектонике плит» Чудинов разработал новую концепцию расширяющейся Земли, согласно которой под давлением со стороны ядра планеты у активных окраин древних континентов происходит подъём вещества из недр, ведущий, наряду со спредингом, к разрастанию дна молодых океанов. Этот механизм, названный Чудиновым эдукцией, берет начало вдали от берегов на глубинах до 700 км при температурах порядка 2000° С. Минеральная масса долго сохраняет пластичность и постепенно теряет её на глубинах менее 100 км, что определяет зональное размещение очагов землетрясений. В свете представлений об эдукции становится ясной общая причина возникновения целого ряда явлений в окраинных морях, до сих пор не находивших удовлетворительного объяснения: растяжение земной коры, увеличение теплового потока, отсутствие древних отложений в основании толщи, ненарушенное залегание и маломощность донных осадков, широкое распространение пород глубинного происхождения и образование вертикальных геологических тел грибообразной формы. Революционная теория Чудинова полностью подтверждается результатами глубоководного бурения, выполненного в последние десятилетия. Знание закономерностей движения мантийного материала на активных границах континентов и океанов открывает перспективы повышения эффективности поиска месторождений полезных ископаемых, а также точности долгосрочного прогнозирования землетрясений.
По словам геофизика А. В. Николаева «Ю. В. Чудинов был критически мыслящим исследователем, приверженным строгому и скрупулёзному анализу фактов и обладавшим широким кругозором. Разработанная им эдукционная концепция расширяющейся Земли имеет очевидные преимущества перед известной концепцией литосферных плит. Тектоническая модель эдукции Ю. В. Чудинова и её противопоставление субдукции действительно является ключевым элементом построения современной глобальной тектонической концепции».
Труды Ю. В. Чудинова не получили должного внимания со стороны специалистов, хотя его усилия были, среди прочего, направлены на разработку эффективных методов предсказания землетрясений в наиболее сейсмически опасных районах Земли и на определение наиболее перспективных районов для поиска месторождений ценных полезных ископаемых.